# گوپیناتکاتی
گوپیناتکاتی (به لاتین: Gopinathkati) یک روستا در بنگلادش است که در استان باریسال و در ناحیه پیروج‌پور واقع شده‌است.